# Леонов, Борис Николаевич
Бори́с Никола́евич Лео́нов (2 октября 1932, п. Октябрьский, Центрально-Чернозёмная область — 3 февраля 2014, Санкт-Петербург) — советский и российский театральный актёр, заслуженный артист Российской Федерации (1993).

## Биография
Борис Николаевич Леонов родился 2 октября 1932 года в посёлке Октябрьский (ныне — Белгородская область).
В 1959 году окончил актёрский факультет Харьковского государственного театрального института (ныне Харьковский национальный университет искусств имени И. П. Котляревского). Играл в Белгородском областном драматическом театре им. М. С. Щепкина и в Калининском областном драматическом театре юного зрителя (ныне Тверской областной театр юного зрителя). С 1961 года — член Союза театральных деятелей СССР.
С 1977 по 2001 год состоял в труппе Мичуринского драматического театра. После выхода на пенсию в 2001 году начал сниматься в российских телесериалах «Убойная сила», «Тайны следствия», «Гончие», «Попытка к бегству», «Улицы разбитых фонарей» как актёр второго плана.
Последние годы проживал в Доме ветеранов сцены в Санкт-Петербурге. Умер 3 февраля 2014 года.

## Награды и премии
- Медаль «В ознаменование 100-летия со дня рождения Владимира Ильича Ленина» (1970).
- Заслуженный артист Российской Федерации (1993)[2]

## Работы в театре

### Мичуринский драматический театр
- «Сирано де Бержерак» Э. Ростан — Сирано де Бержерак
- «Учитель танцев» Лопе де Вега — Альдемаро

## Фильмография
- 2001—2004 — Чёрный ворон — старик (озвучил Валерий Филонов)
- 2003 — Улицы разбитых фонарей. Менты-5 (9-я и 10-я серии «Крымский серпантин») — Платон Иванович
- 2004 — Винтовая лестница — эпизод
- 2004 — Иванов и Рабинович — коллега Маровича
- 2004 — Тайны следствия 4 (фильм 6-й «Выбор оружия») — Михалыч
- 2006 — Катерина — эпизод
- 2006 — Неровное дыхание — Евгений Матвеевич
- 2007 — Попытка к бегству (фильм 1-й «Собачья работа») — эпизод (нет в титрах)
- 2009 — Б. О. М. Ж. — сосед Фильмоновых (нет в титрах)
- 2010 — Гончие 3 (2-й фильм «Большие ставки») — эпизод
- 2011 — Тайны следствия 10 (фильм 4-й «Чёрная метка») — вахтёр в общежитии